# Miroir (optique)
Pour les articles homonymes, voir Miroir (homonymie).

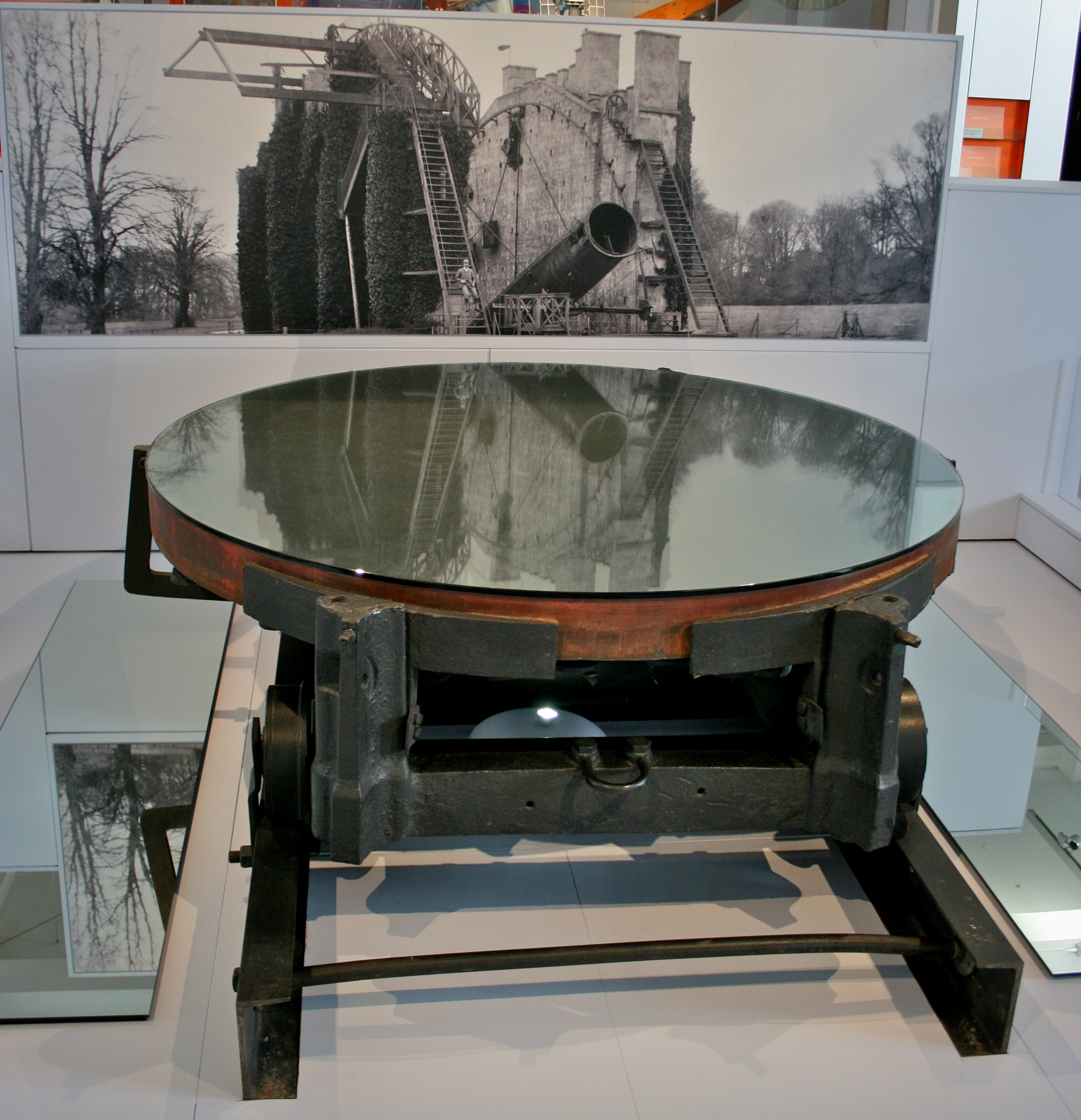
Miroir d'un télescope.

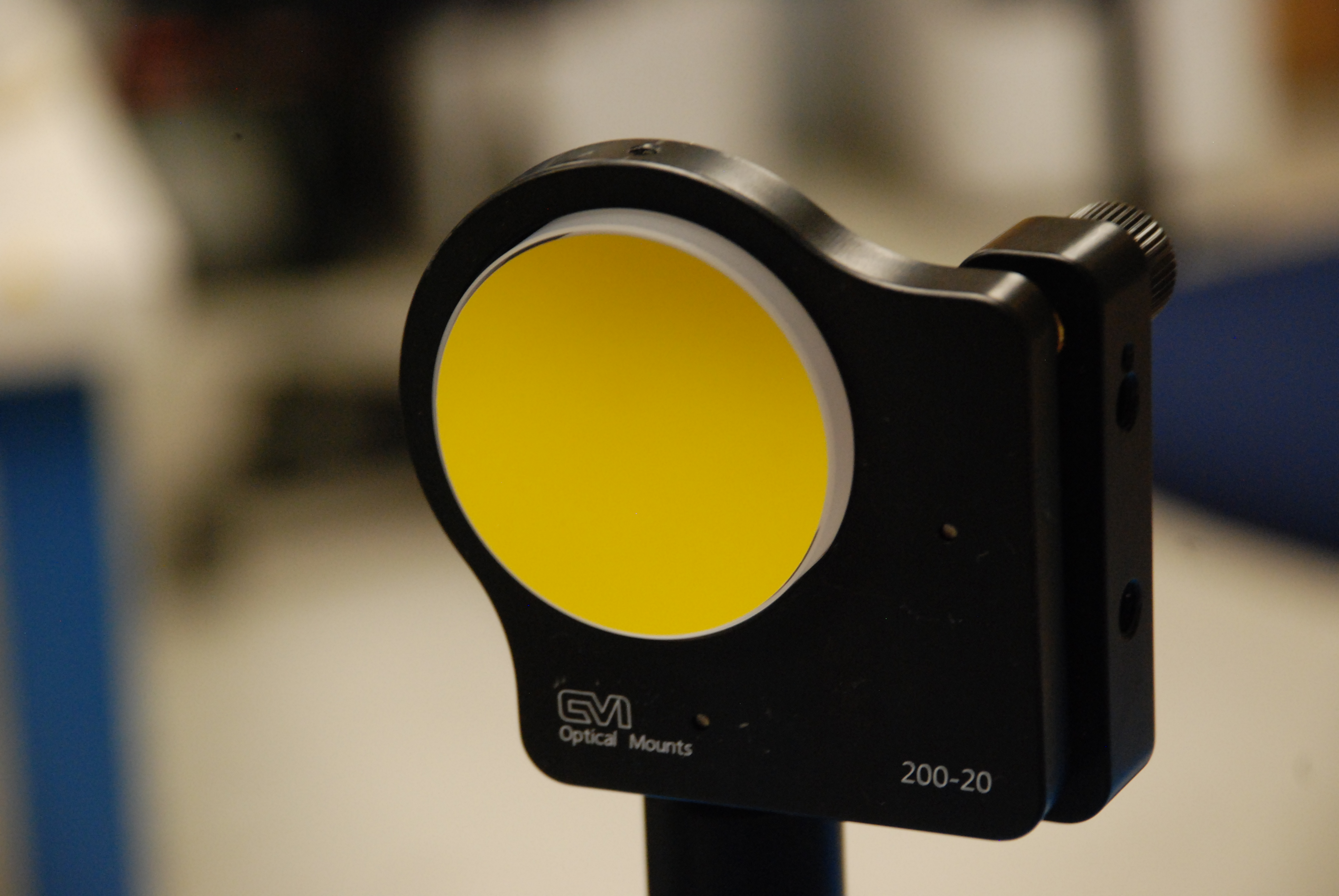
Un miroir à couche d'or utilisé en laboratoire de physique.

Un miroir en optique est une surface réfléchissante. Les miroirs, par opposition aux éléments dits « réfractifs » tels que les dioptres, lentilles, etc. sont dits éléments « réflectifs ». Un miroir est le plus souvent un élément de verre de forme particulière dont une des faces est traitée de manière à réfléchir la lumière incidente mais peut aussi être une surface réfléchissante seule.
Les premiers miroirs étaient argentés à l'arrière, ou étamés. Désormais de multiples types de traitements réflectifs existent, par dépôt de multiples couches de diélectriques par exemple.
Outre les multiples formes de miroirs, sphériques, paraboliques, plans, etc. il existe aussi des miroirs dits semi-réfléchissants qui permettent de ne réfléchir qu'une partie d'un faisceau (par exemple les miroirs dichroïques), des miroirs segmentés qui avec l'émergence de l'optique adaptative ont permis d'agrandir encore plus les miroirs des télescopes.

## Historique
On attribue à Shen Kuo (1031-1095) la découverte du phénomène de focalisation des rayons lumineux par un miroir concave, à la distance bien déterminée qu'est la focale.
Un miroir n'a longtemps été qu'une plaque de métal polie, généralement en cuivre ou en bronze. À la Renaissance, les premiers miroirs en verre apparaissent mais utilisent comme couche réflectrice un alliage de mercure qui est toxique. Ce n'est qu'en 1835 que le chimiste allemand Justus von Liebig parvient à réaliser pour la première fois un dépôt d'argent sur verre, permettant la fabrication de miroirs verre-argent. En 1887, Nahrwold réalise le premier dépôt sous vide, permettant la fabrication des miroirs verre-aluminium.
La première utilisation d'un miroir comme élément optique et non comme simple réflecteur revient probablement au premier télescope réflectif réalisé : le télescope de Newton. Celui-ci a été réalisé en 1668.
Le physicien français Léon Foucault publie en 1858 des techniques de contrôle de forme des surfaces optiques. Le fait de pouvoir détecter les défauts des surfaces permet la fabrication de miroirs de meilleure qualité.

## Fabrication

### Différentes techniques

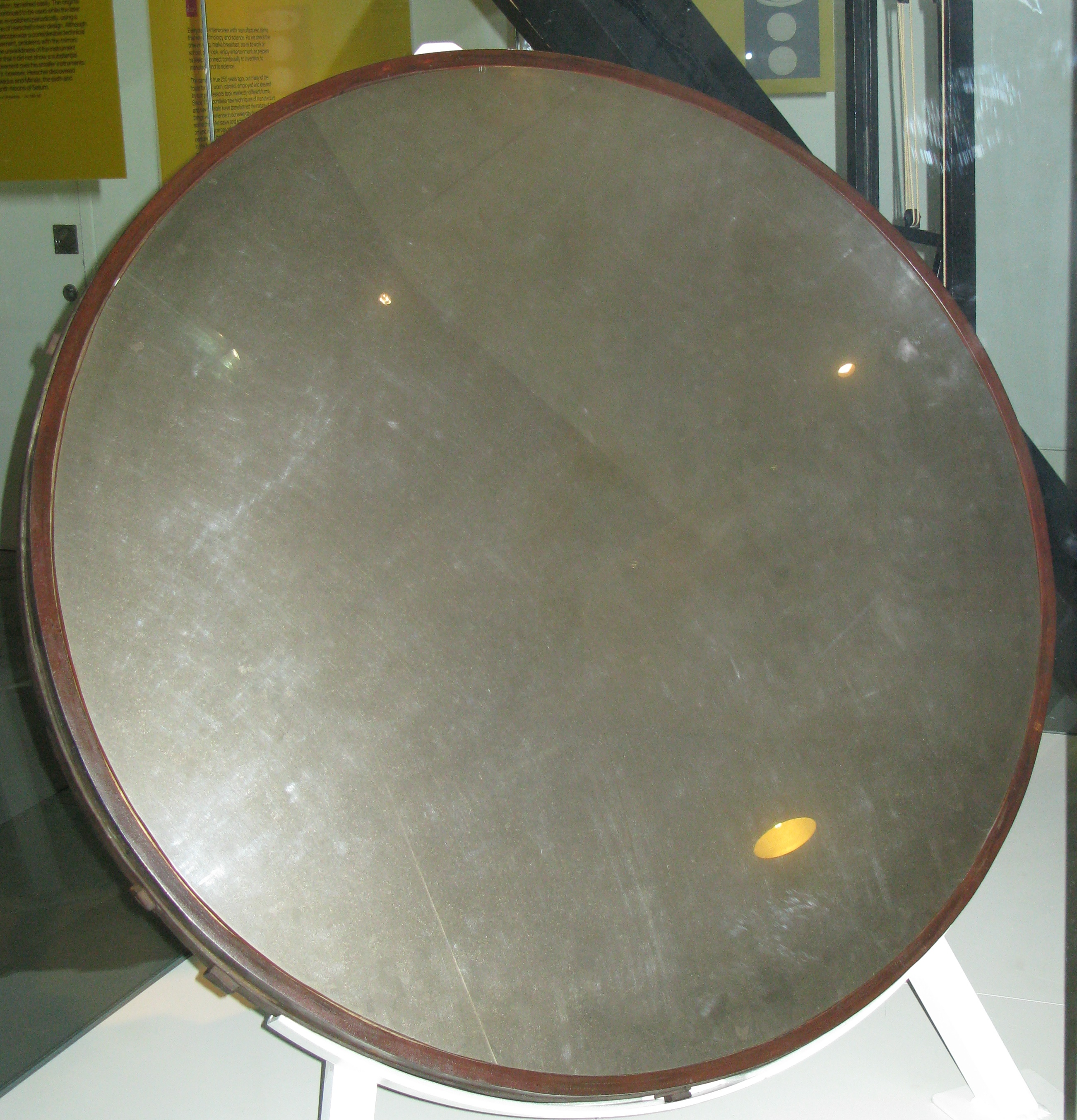
Miroir métallique d'un télescope de de focale.

On distingue plusieurs catégories de miroirs : les miroirs métalliques et les miroirs en verre avec une couche réfléchissante métallique ou un traitement multicouche.

#### Les miroirs métalliques
On les obtient par polissage d'un métal. En réduisant la rugosité on augmente la réflectivité. En effet, plus une surface est rugueuse, plus la réflexion sur celle-ci est diffuse (le rapport de l'amplitude du champ diffusé sur celle du champ réfléchi augmente avec la rugosité). Cependant, aussi poli soit-il, un métal reste toujours assez rugueux (par rapport au verre, entre autres), ce qui limite le contraste sur ces miroirs.
On sait fabriquer de tels miroirs depuis l'Antiquité, bien que les techniques de polissage se soient améliorées depuis.
Un alliage composé de deux tiers de cuivre et un tiers d'étain a notamment été utilisé dans les premiers télescopes à miroir. On obtenait alors des réflectivités pouvant aller jusqu'à 70%.

#### Les miroirs en verre

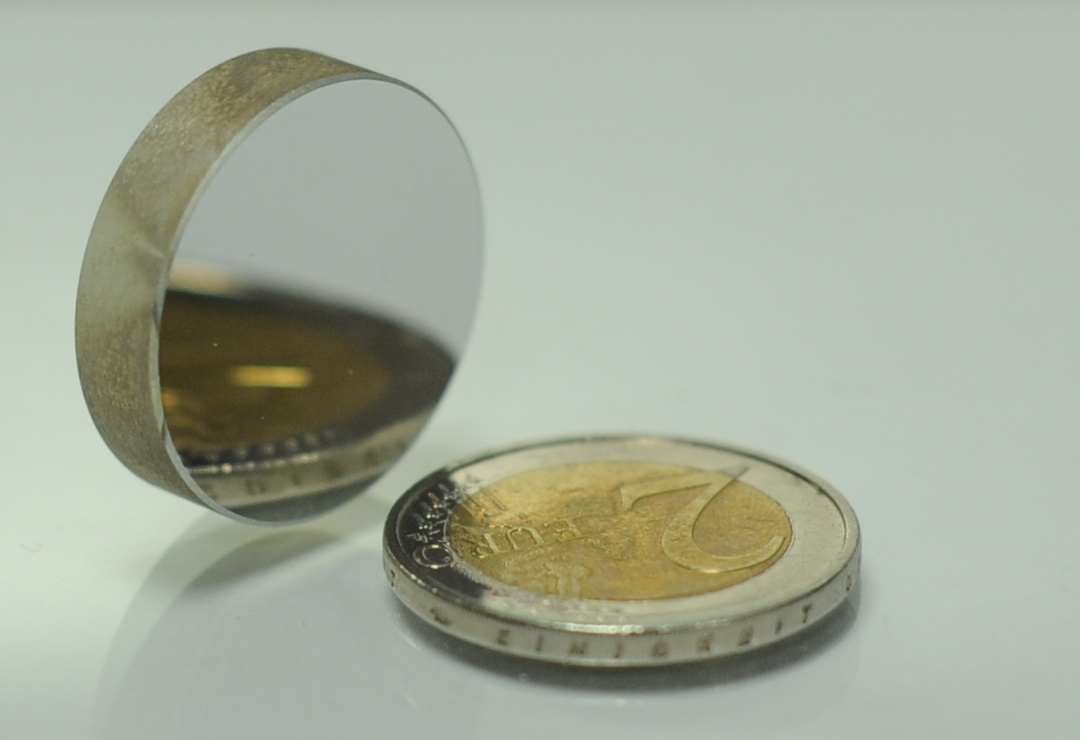
Miroir concave en verre avec dépôt métallique sur la face avant.

Le support est ici en verre, et est poli jusqu'à obtenir la forme souhaitée (plan, sphère, parabole, ...). On dépose ensuite une fine couche métallique réfléchissante. Le miroir ainsi fabriqué bénéficie de la faible rugosité du verre et de l'importante réflectivité du métal.
Selon l'usage, on distingue deux procédés : les miroirs utilisés au quotidien sont réalisés par dépôt du métal sur la face arrière du miroir. Le verre protège ainsi la surface réfléchissante (contre l'oxydation par exemple), mais la lumière traverse la couche de verre. Il est courant d'ajouter une couche d'un autre métal derrière la couche réfléchissante afin de protéger celle-ci et rendre le miroir complètement opaque.
Les miroirs utilisés en optique (astronomie, interférométrie) sont en général réalisés par dépôt du métal sur la face avant. Ainsi la lumière ne traverse pas le verre, qui ne sert que de support. Ceci permet d'éviter tout problème lié à la réfraction ou la dispersion, la traversée du verre pouvant introduire des distorsions et des pertes d'énergie lumineuse.

#### Les miroirs multicouches
Au lieu de déposer une unique couche métallique, on peut également déposer une superposition de plusieurs couches minces et modifier les propriétés réflectives de l'ensemble en jouant sur leurs épaisseurs et les matériaux utilisés.
Les miroirs dichroïques font partie de cette catégorie.

Deux miroirs multicouches
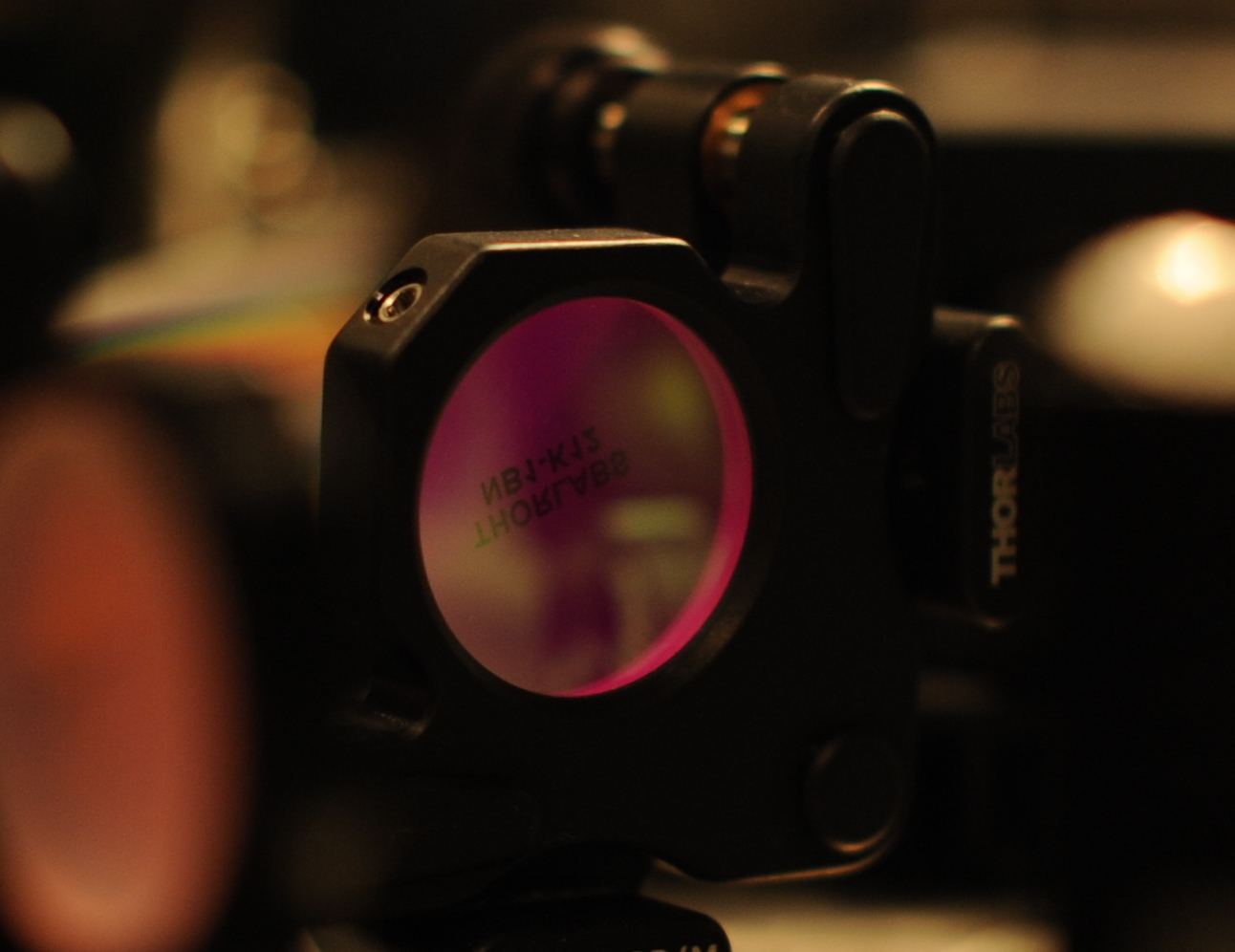
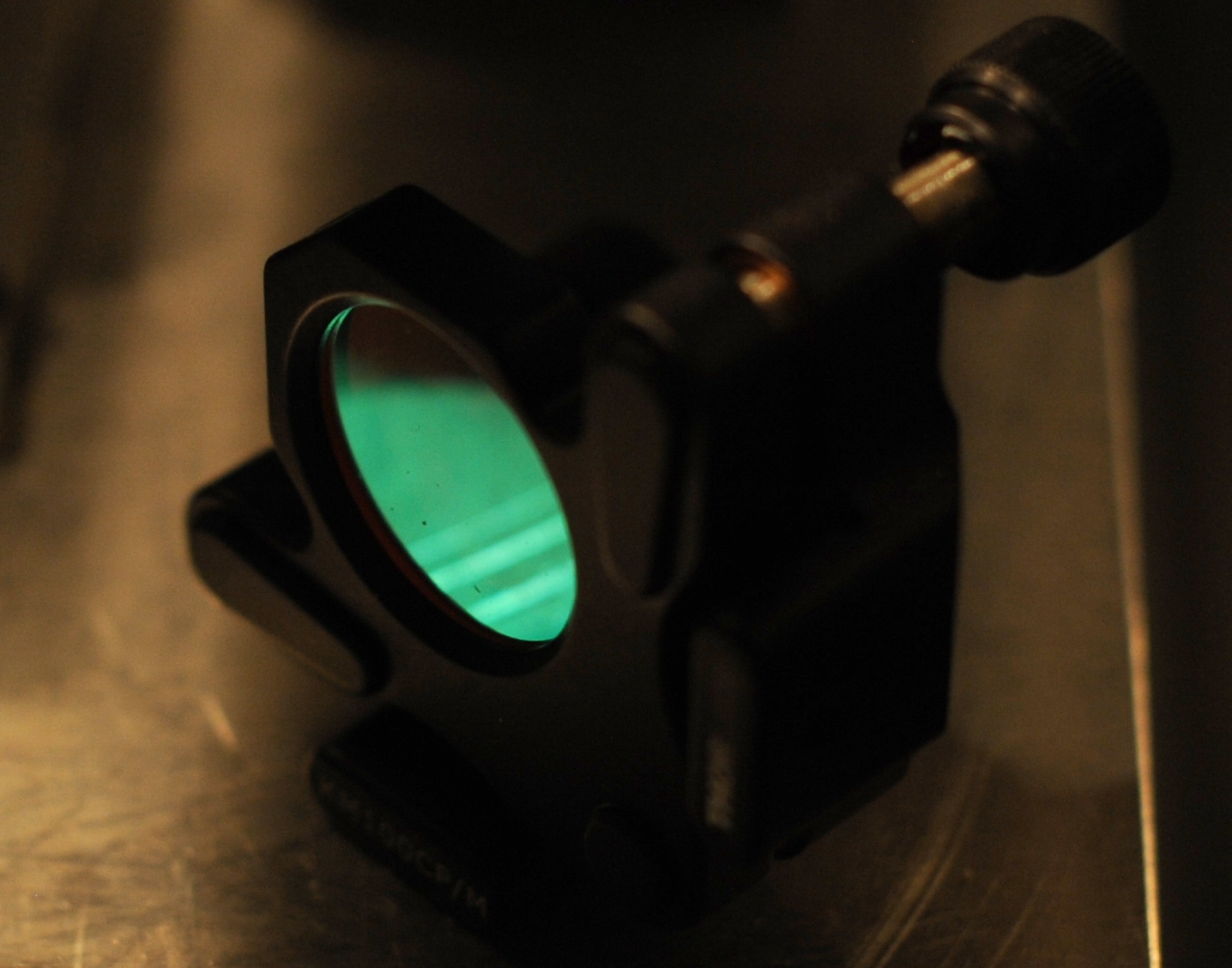

### Dépôt de la couche réfléchissante
On utilise principalement deux techniques de dépôt pour la couche réfléchissante. La première permet le dépôt d'une fine couche d'argent et se fait par réduction chimique en recouvrant le verre d'une solution de nitrate d'argent. La deuxième est un dépôt sous vide, permettant la réalisation d'une fine couche d'aluminium ou d'or.
Le dépôt d'argent par réduction chimique doit se faire sur une surface préalablement décapée, sans quoi l'argent n’adhérera pas suffisamment bien. La réaction mise en jeu est celle du réactif de Tollens avec un aldéhyde.
Le dépôt d'aluminium se fait dans une enceinte sous vide, c'est-à-dire à très basse pression. Le métal, chauffé, s'évapore et se dépose sur la surface froide du verre. Le vide permet de limiter au maximum les collisions entre les particules jusqu'à ce qu'elles arrivent au miroir. Pour cela, il faut descendre la pression à moins de 1 × 10−4 Torr (soit moins de 1 × 10−2 Pa). L'épaisseur de la couche déposée est de l'ordre de quelques dizaines de nanomètres.

### Ébauchage et polissage du verre
L'ébauchage permet de donner au support du miroir la forme souhaitée. Le polissage permet de réduire la rugosité.

## Critères de qualité
La qualité d'un miroir dépend beaucoup de celle de la surface du support, généralement en verre. On attend de cette surface qu'elle soit la plus uniforme et la plus lisse possible. Un premier critère de qualité d'un miroir réside donc dans la forme (grande échelle spatiale) et dans les ondulations (moyenne échelle spatiale), c'est-à-dire l'écart à la forme souhaitée. Un trop gros défaut de forme ou de trop importantes ondulations donneront une image déformée, de mauvaise qualité, ou empêcheront de focaliser les rayons à l'endroit voulu, par exemple. Un deuxième critère est celui de la rugosité (faible échelle spatiale) : plus celle-ci est importante, moins la réflexion spéculaire est importante, une plus grande partie de la lumière étant réfléchie de manière diffuse.
Les attentes quant au respect de ces critères dépendent du domaine d'utilisation du miroir. Les miroirs utilisés en interférométrie devront avoir des défauts de forme très faibles, tandis qu'on tolérera un défaut non visible à l’œil nu pour un miroir domestique. Des domaines comme l'astronomie, où la qualité de l'image formée est primordiale, seront très exigeants en termes de rugosité.

### Techniques de contrôle mécaniques
Ces techniques utilisent un palpeur qui se déplace le long de la surface à contrôler. Les variations de hauteur du palpeur permettent de détecter les défauts et cartographier la surface.
La précision des profilomètres est limitée par la taille de leur palpeur, on ne peut détecter que des défauts plus grands que la pointe du palpeur.
Déplacer le palpeur sur la totalité de la surface pouvant prendre beaucoup de temps, il est fréquent de se contenter de faire des mesures sur des axes ou uniquement sur une zone bien précise.
Ces techniques présentent un inconvénient majeur : le palpeur est au contact direct de la surface et peut, dans certains cas, la dégrader. Sur une surface fragile, il faudra donc préférer des techniques optiques.

### Techniques de contrôle optiques
Les profilomètres optiques utilisent des techniques interférométriques. Les franges d'interférence représentent alors des lignes de niveaux de la surface étudiée par rapport à une surface de référence considérée parfaite. Contrairement aux techniques mécaniques, les techniques optiques permettent un contrôle de la surface sans aucun contact physique avec celle-ci. Elles permettent de repérer la présence et l'intensité des défauts, mais ne renseignent pas toujours sur leur forme.

## Formes de miroirs
On distingue les miroirs plans des miroirs courbes. Les miroirs courbes constituent la surface interne ou externe de toutes surface de révolution. Les principales surface de révolution concernées sont les sphères, les paraboloïdes, ellipsoïdes et les hyperboloïdes. Quand le miroir couvre la surface interne, on parle de miroir concave et quand il constitue la surface externe, on parle de miroir convexe. 

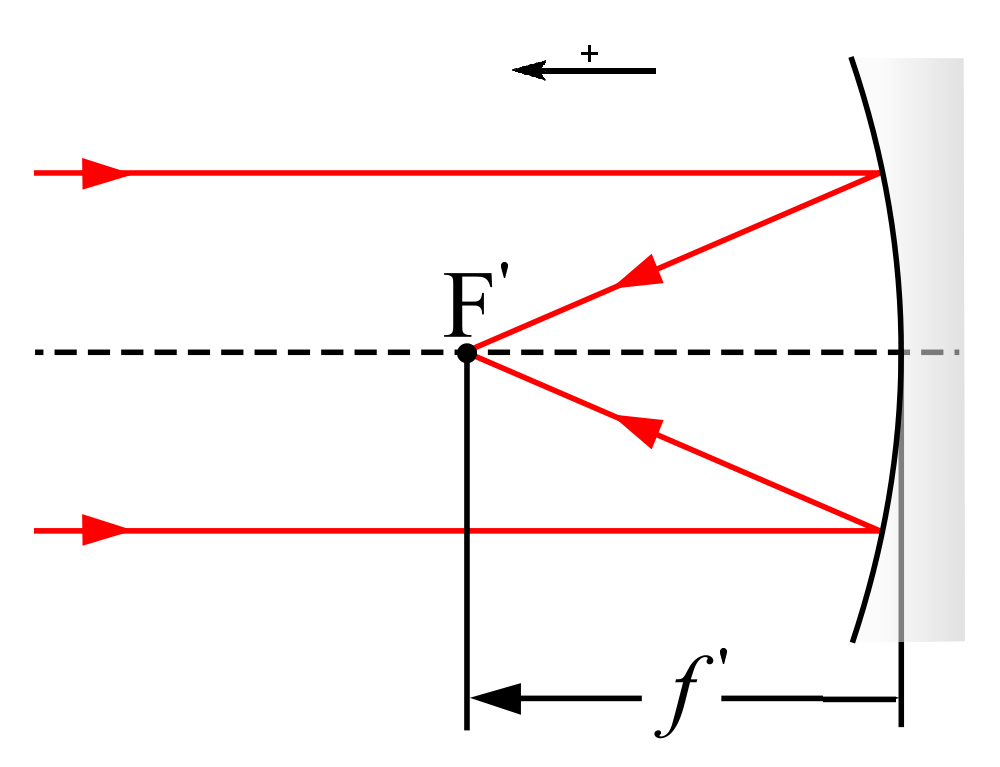
Un miroir concave fait converger les rayons.
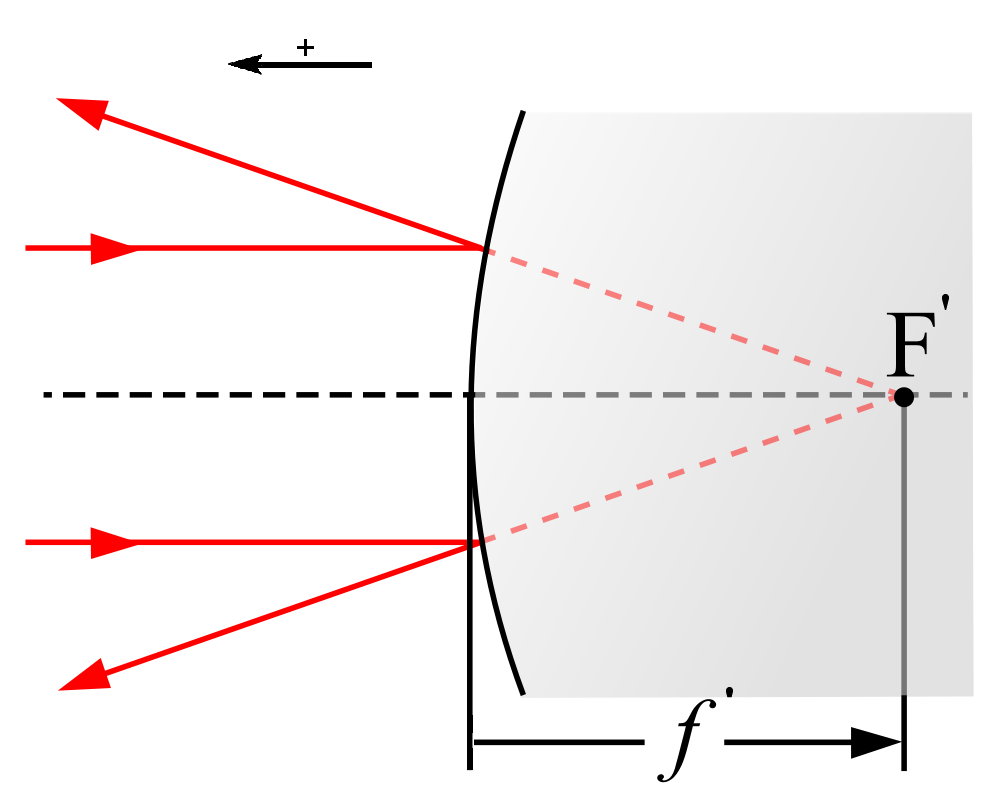
Un miroir convexe fait diverger les rayons.

Tous les miroirs suivent les lois de la réflexion de Descartes, qui stipule que l'angle réfléchi est égal à l'angle d'incidence. Dans le cas d'un miroir courbe, on considère localement le plan tangent à l'endroit de l'impact du rayon sur le miroir, et on applique la loi de la réflexion à ce plan tangent,.
Un faisceau lumineux provenant d'un objet placé à l'infini sur l'axe optique, c'est-à-dire un faisceau parallèle à l'axe optique, converge en un point appelé foyer image et un faisceau rejeté à l'infini par le miroir provient d'un point appelé foyer objet. Dans le cas des miroirs, les foyers objet et image sont confondus, on parle alors d'un seul foyer pour un miroir.

### Miroir plan

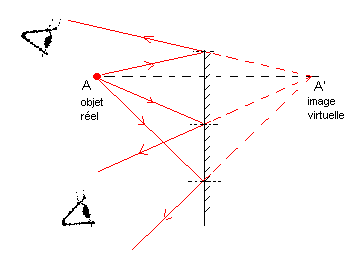
Image donnée par un miroir plan pour un objet ponctuel.

Un miroir plan est une surface parfaitement plane réfléchissante. Il est un système optique rigoureusement stigmatique pour tout point de l'espace. L'image donnée par un miroir plan est une image virtuelle symétrique de l'objet par rapport au plan du miroir. Le foyer d'un tel miroir est situé à l'infini.

### Miroir sphérique
Un miroir sphérique est constitué d'une calotte sphérique, c'est-à-dire une sphère tronquée par un plan. L'ouverture du miroir est donc un cercle et l'axe du miroir est la droite normale à l'ouverture et passant par son centre.

Tracés de rayons hors des conditions de Gauss
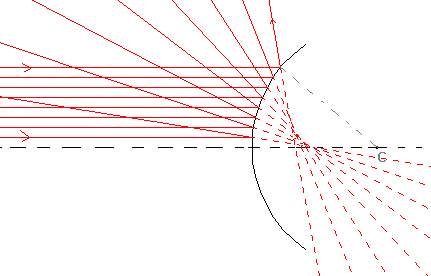
Miroir sphérique convexe hors Gauss.
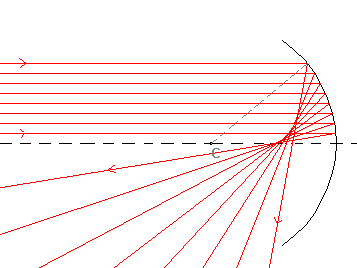
Miroir sphérique concave hors Gauss.

Un tel miroir n'est rigoureusement stigmatique que pour son centre C ou son sommet S. Cependant, en se plaçant dans les conditions de Gauss on obtient un stigmatisme approché en tout point de l'espace du moment que les conditions paraxiales sont respectées.
Le miroir est alors représenté par un segment avec des hachures comme pour le miroir plan, mais avec l'indication de sa courbure par un trait « rabattu » aux extrémités.

Schéma optique de miroirs dans les conditions de Gauss
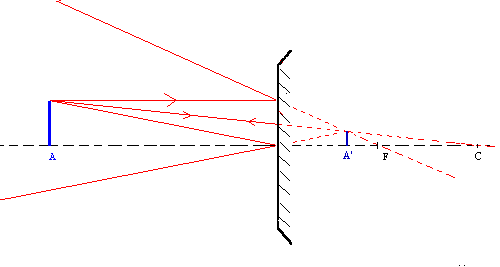
L'image est toujours plus petite.
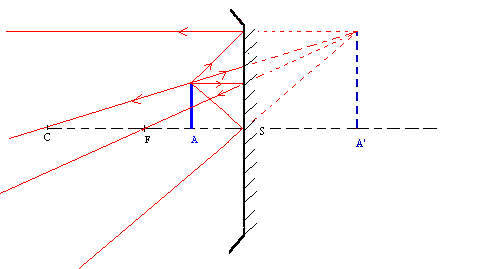
L'image est agrandie.
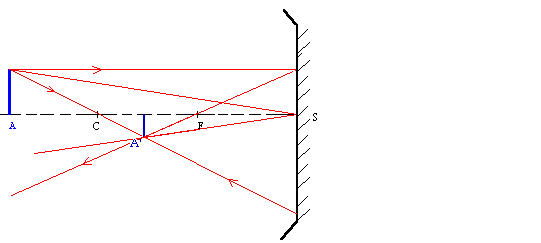
L'image est plus petite et inversée.

Dans ces conditions, on peut déterminer la position de l'image d'un objet en appliquant les relations de conjugaisons :
- Relation de Descartes au sommet : {\displaystyle {\frac {1}{\overline {SA'}}}+{\frac {1}{\overline {SA}}}={\frac {2}{\overline {SC}}}}
- Relation de Descartes au centre : {\displaystyle {\frac {1}{\overline {CA'}}}+{\frac {1}{\overline {CA}}}={\frac {2}{\overline {CS}}}}
- Relation de Newton : {\displaystyle {\overline {FA}}\times {\overline {FA'}}=f^{2}}

Pour un objet situé à l'infini {\displaystyle ({\overline {SA}}\rightarrow \infty )}, l'image se forme au foyer, la relation de Descartes montre donc que {\displaystyle f={\frac {\overline {SC}}{2}}}.
Ainsi, la focale d'un miroir convexe est positive tandis que celle d'un miroir concave est négative.

### Miroir parabolique

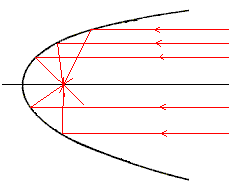
Profil d'un miroir parabolique ; concentration au foyer.

Un miroir parabolique est un miroir dont la forme est une portion de paraboloïde de révolution. Ils furent notamment étudiés par le mathématicien italien Ghetaldi[réf. souhaitée].
Les miroirs paraboliques concaves sont beaucoup utilisés soit pour produire des faisceaux de lumière parallèles, notamment dans des projecteurs et les collimateurs, soit pour recueillir la lumière provenant d'une source lointaine et la concentrer en son foyer, notamment dans des télescopes. Le principe est le même en vertu du principe du retour inverse de la lumière.
En effet, un faisceau parallèle à l'axe optique (provenant d'un point à l'infini sur l'axe) converge au foyer de la parabole après réflexion. Inversement une source placée au foyer donnera un faisceau parallèle après réflexion sur la parabole. Un tel miroir n'est d'ailleurs stigmatique que pour cette conjugaison,.
La technique de miroir liquide permet d'obtenir des miroirs parfaitement paraboliques, et dont on peut régler la courbure selon {\displaystyle l={\frac {g}{2\omega ^{2}}}}, où {\displaystyle l}  est la longueur focale, {\displaystyle g} la constante gravitationnelle au lieu considéré et {\displaystyle \omega } la vitesse angulaire du miroir.

### Miroir elliptique

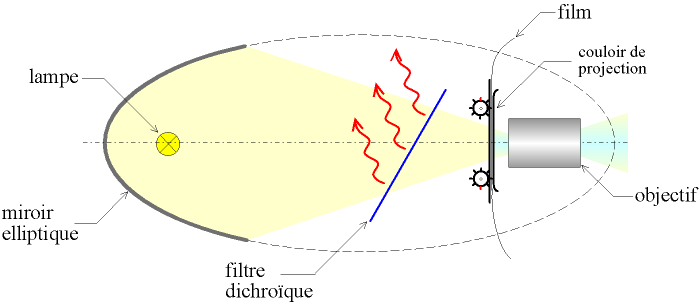
Lanterne de cinéma.

Un miroir elliptique épouse la forme d'un ellipsoïde de révolution. On utilise des miroirs elliptiques concaves pour former un faisceau lumineux convergent, par exemple dans les lanternes de projecteurs de cinéma[réf. souhaitée]. 
En effet, un rayon partant d'un foyer de l'ellipse est réfléchi vers l'autre foyer — il s'agit là des foyers au sens géométrique, et non pas du foyer optique, conjugué d'un point à l'infini —, un tel miroir n'est d'ailleurs stigmatique que pour cette conjugaison,.
Ainsi, on place la lampe à un des foyers et le centre optique de l'objectif à l'autre foyer, ce qui permet de concentrer le flux de lumière.

### Miroir hyperbolique
Un miroir hyperbolique épouse la forme d'un hyperboloïde de révolution. Dans ce cas, un rayon partant d'un foyer de l'hyperbole est réfléchi de sorte qu'il semble provenir de l'autre foyer — il s'agit là des foyers au sens géométrique, et non pas du foyer optique, conjugué d'un point à l'infini —, un tel miroir n'est d'ailleurs stigmatique que pour cette conjugaison,.

## Applications

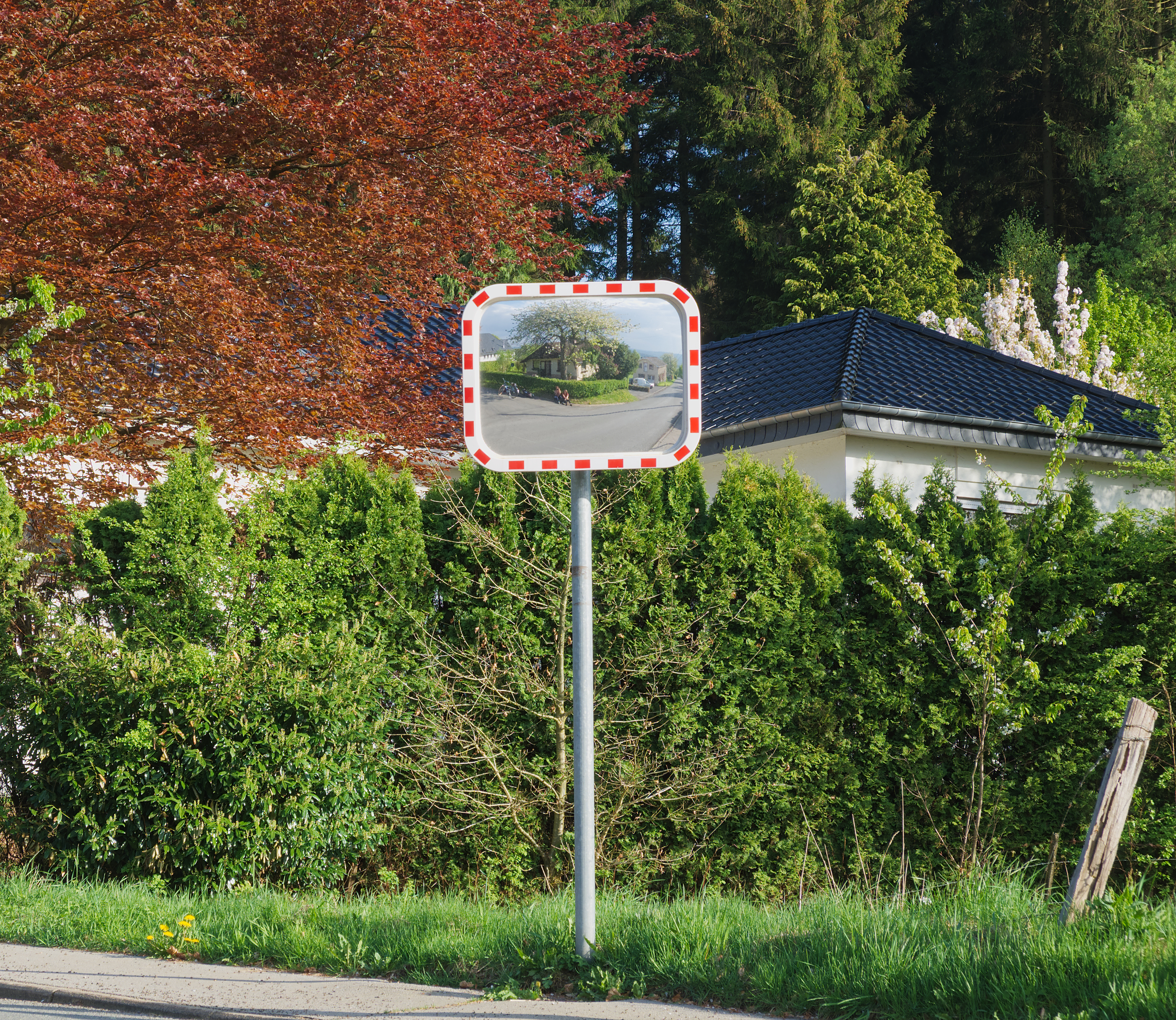
Miroir de circulation

### Astronomie

#### Télescope réflecteur

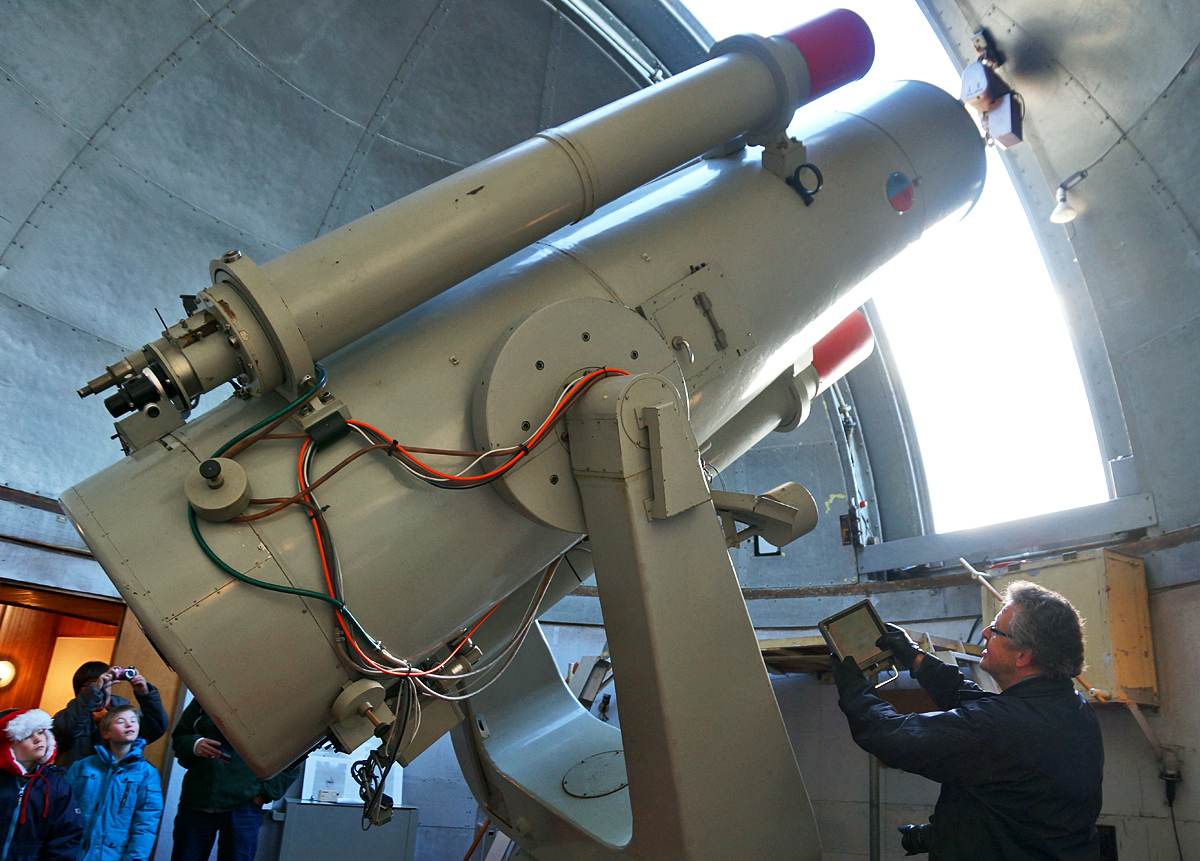
Télescope de Schmidt.
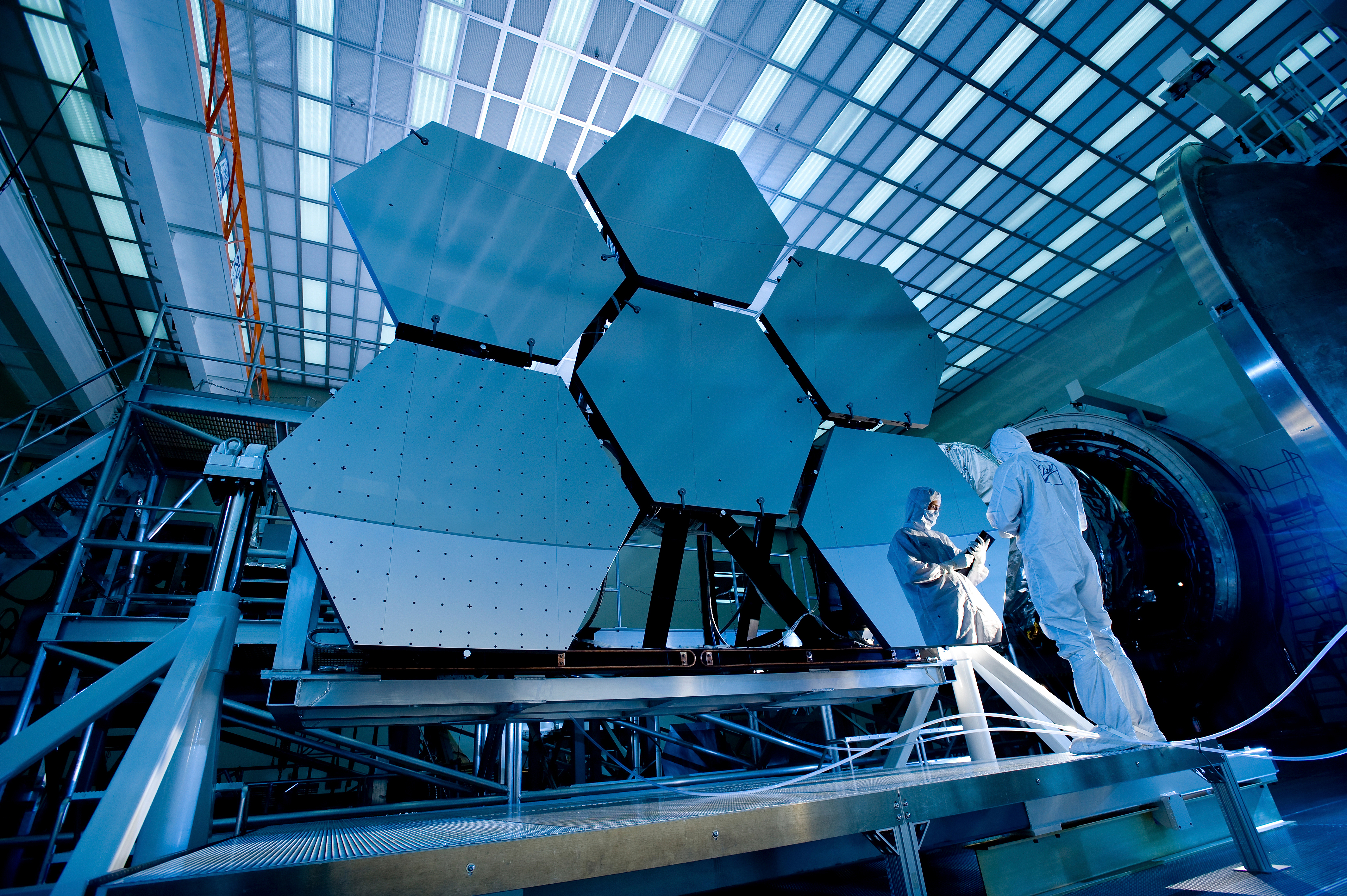
Télescope à miroirs multiples hexagonaux.

Les télescopes à miroirs ont permis de résoudre les problèmes liés aux aberrations chromatiques connus avec les lunettes.
Ces télescopes sont également intéressants dans le sens où la grande taille des miroirs utilisés permet de collecter une grande quantité de lumière, et ainsi d'améliorer les images obtenues et d'observer des objets plus lointains.
On utilise en général un miroir primaire concave de grande taille, afin de collecter et focaliser la lumière incidente sur un miroir secondaire, plus petit, qui la redirigera vers l'observateur.
L'utilisation des miroirs dans ce domaine requiert une très bonne qualité du polissage, en particulier en ce qui concerne la rugosité. En effet, une rugosité trop importante à la surface du miroir favorise le phénomène de diffusion, ce qui engendre une perte de contraste.
On préfère utiliser un miroir primaire parabolique, puisqu'un tel miroir est stigmatique pour un objet à l'infini, ce qui est le cas lorsqu'on observe un astre très éloigné.

#### Optique adaptative
Lors d'une observation avec un télescope au sol, les turbulences atmosphériques perturbent le front d'onde de la lumière provenant de l'astre observé, ceci limite la résolution de l'instrument et la qualité de l'image. On peut s'affranchir de ce problème en corrigeant en temps réel le front d'onde à l'aide d'un miroir déformable.

### Photographie

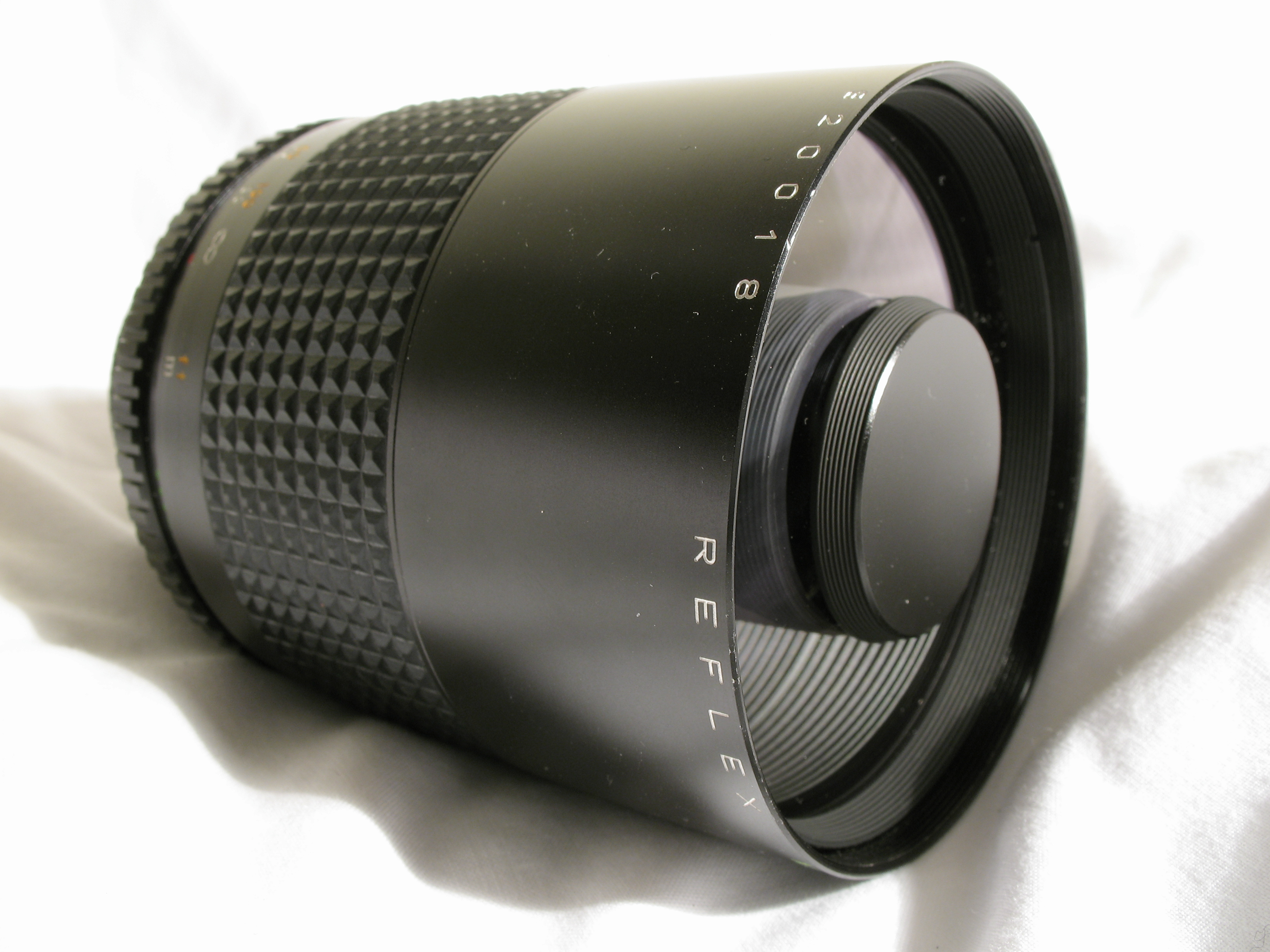
Objectif photographique à miroir de focale 500 mm.

Les objectifs photographiques utilisant à la fois des lentilles et des miroirs, appelés objectifs catadioptriques sont apparus dès les années 1960. 
Leurs principaux avantages sont : 
- correction des aberrations chromatiques
- compacité
- coût faible

Leurs principales limites sont :
- luminosité faible et non contrôlable (pas de diaphragme)